# Национален демократичен конгрес (Гана)
Вижте пояснителната страница за други значения на Национален демократичен конгрес.
Националният демократичен конгрес (на английски: National Democratic Congress) е лявоцентристка социалдемократическа политическа партия в Гана.
Основана е през 1992 година от дългогодишния ръководител на военното правителство Джери Ролингс. Партията е управляваща от основаването си до 2001 година и отново след 2009 година. На изборите през 2012 година кандидатът на партията Джон Драмани Махама е избран за президент, а в парламента тя получава 148 от 275 места.
1. ↑  progressive-alliance.info //   Посетен на 15 март 2019 г.